# Mutterschutz- und Elternzeitverordnung
Die Mutterschutz- und Elternzeitverordnung (MuSchEltZV) regelt den Mutterschutz für Bundesbeamtinnen sowie die Elternzeit für Bundesbeamte in Deutschland.

## Inhalt
Die Mutterschutz- und Elternzeitverordnung verweist auf die für Arbeitnehmerinnen geltenden Regelungen des Mutterschutzgesetzes, der Verordnung zum Schutze der Mütter am Arbeitsplatz vom 15. April 1997 (BGBl. I S. 782) und des Bundeselterngeld- und Elternzeitgesetzes. Über diese Verweisungen hinaus enthält sie nur wenige beamtenspezifische Vorschriften.
Beamte des Bundes haben daher bezüglich Mutterschutz und Elternzeit eine vergleichbare Rechtsstellung wie Arbeitnehmer.
Die Mutterschutz- und Elternzeitverordnung trat als Artikel 1 der Verordnung zur Neuregelung mutterschutz- und elternzeitrechtlicher Vorschriften am 14. Februar 2009 in Kraft. Zugleich traten die seit Januar 1964 geltenden Mutterschutzverordnung und die Elternzeitverordnung außer Kraft.
Die Bundesländer haben für Beamtinnen des Staates, der Gemeinden, der Gemeindeverbände und der sonstigen unter der Aufsicht des Staates stehenden Körperschaften, Anstalten und Stiftungen des öffentlichen Rechts, einschließlich der kommunalen Wahlbeamtinnen entsprechende Mutterschutzverordnungen erlassen. Die Länder Brandenburg, Niedersachsen und Sachsen-Anhalt wenden die Bundesregelungen entsprechend an (§ 71 LBG, § 81 NBG, § 82 LBG LSA).